# Bernartice (okres Trutnov)
Bernartice (německy Bernsdorf) jsou obec v okrese Trutnov v Královéhradeckém kraji. Ležící jedenáct kilometrů severně od Trutnova a pět kilometrů východně od Žacléře na úpatí východních Krkonoš a Vraních hor v údolí říčky Ličná, Dlouhé Vody a Lučního potoka v nadmořské výšce okolo 490 metrů. K obci Bernartice náleží další čtyři části, a to Křenov, Vrchová, Rybníček a Bečkov. Celkem v nich žije zde 919 obyvatel. Celková rozloha správního území obce je 17,93 km².

## Název
Název obce pravděpodobně vznikl z pojmenování ves lidí Bernartových. Německé jméno Bernsdorf pak mělo vzniknout krácením z plného tvaru Bernhartsdorf.

## Historie
První písemná zmínka o vesnici pochází z roku 1297. Vesnice je na této listině Vítka z Úpy jmenována jako Bernarthicz. Roku 1636 se Bernartice v rámci žacléřského panství dostaly do majetku žirečských jezuitů, jimž pak patřily až do zrušení řádu v roce 1773.

## Přírodní poměry
Vraní hory, část Broumovské vrchoviny, tvoří přirozenou hranici s Polskem. Zalesněný hřbet je tvořen řadou ryolitových kup. Aktivní lom na porfyr na severním úbočí leží v údolí potoka Dlouhá Voda. Zejména v přilehlých osadách jsou hojné možnosti celoročního ubytování v moderních soukromých ubytovacích a stravovacích zařízeních. Východně od osady Bečkov se v blízkosti státní hranice nachází Bečkovský vodopád.

## Obyvatelstvo
| Rok            | 1869  | 1880  | 1890  | 1900  | 1910  | 1921  | 1930  | 1950  | 1961  | 1970  | 1980 | 1991 | 2001 | 2011 | 2021 |
| -------------- | ----- | ----- | ----- | ----- | ----- | ----- | ----- | ----- | ----- | ----- | ---- | ---- | ---- | ---- | ---- |
| Počet obyvatel | 2 782 | 2 774 | 2 885 | 2 947 | 2 805 | 2 466 | 2 426 | 1 322 | 1 215 | 1 143 | 982  | 888  | 899  | 896  | 867  |
| Počet domů     | 398   | 406   | 403   | 404   | 411   | 403   | 432   | 435   | 278   | 242   | 201  | 224  | 210  | 244  | 268  |

## Obecní správa

### Části obce

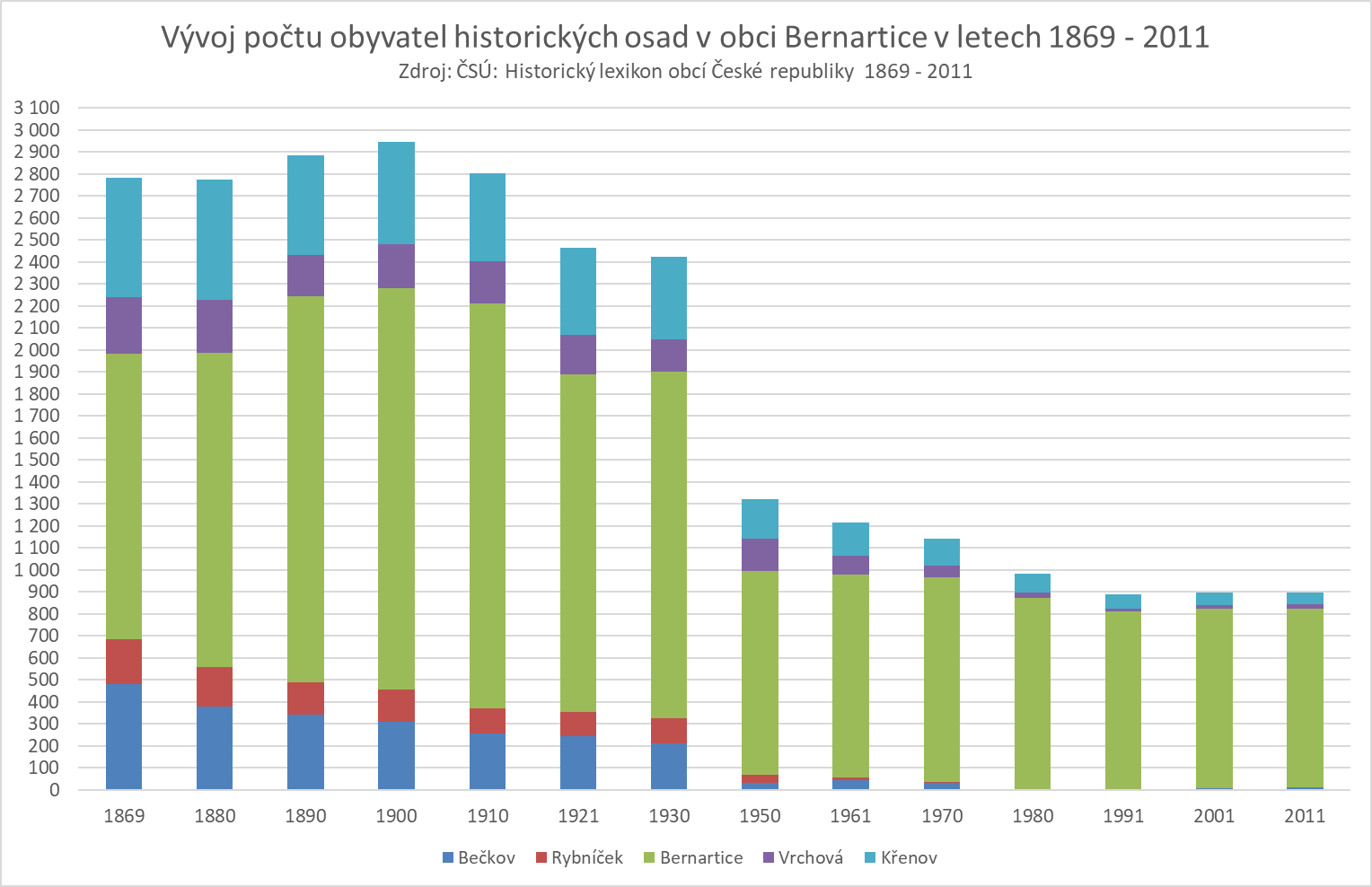
Vývoj počtu obyvatel historických osad v obci Bernartice v letech 1869 - 2011. Historické osady v grafu odpovídají nynějším základním sídelním jednotkám kromě Křenova. Historická osada Křenov pro nedostupnost dat zobrazuje v grafu společně základní sídelní jednotky Křenov i Malý Křenov

Obec se dělí na části Bernartice (k.ú. Bečkov a Bernartice) a Křenov (k.ú. Křenov u Žacléře). Katastrální území se dále dělí na základní sídelní jednotky uvedené v seznamu, které odpovídají původním historickým osadám. U částí obce a základních sídelních jednotek je v závorce uveden počet obyvatel v roce 2011 a u katastrálního území je v závorce uvedena jeho rozloha.
| část obce        | katastr                     | základní sídelní jednotky      |
| ---------------- | --------------------------- | ------------------------------ |
| Bernartice (845) | Bečkov (3,45 km²)           | Bečkov (10), Rybníček (0)      |
|                  | Bernartice (10,70 km²)      | Bernartice (813), Vrchová (22) |
| Křenov (51)      | Křenov u Žacléře (3,78 km²) | Křenov, Malý Křenov            |

Do počátku devadesátých let 20. století ještě k Bernarticím patřily sousední obce Královec a Lampertice.

### Obecní symboly
Znak a vlajka byly obci uděleny rozhodnutím předsedy Poslanecké sněmovny Parlamentu České republiky dne 25. března 2005.

## Doprava
Obec je východiskem pro turistické výlety na Vraní hory (nejvyšší vrchol Královecký Špičák 881 metrů), přes Janský vrch (697 metrů) na Jestřebí hory a do Malých Svatoňovic (rodiště bratří Čapků), přes Žacléř pak na Rýchory (1033 metrů) a přes státní hranici dále do Polska. Hraniční přechod je v sousední obci Královec vzdálen pět kilometrů. V zimních měsících se nabízí možnost nedalekého lyžařského areálu v Prkenném dole u Žacléře.

## Služby
Bernartice jsou přirozeně spádová obec, ve které je základní škola, mateřská škola se školní jídelnou, pošta a zdravotní středisko (ordinace praktické lékařky, dětská a stomatologická) slouží i pro okolní obce Lampertice, Královec a Zlatou Olešnici.

## Pamětihodnosti
Výraznou dominantou Bernartic je v barokním slohu vystavěný kostel Nanebevzetí Panny Marie z let 1677–1678. Technickou kulturní památkou je železniční viadukt přes údolí říčky Ličné, který byl postaven v letech 1866–1868.